# Wu Te
Wu Te (čínsky pchin-jinem Wú Dé, znaky zjednodušené 吴德, tradiční 吳德; 5. února 1913 — 29. listopadu 1995) byl čínský komunistický politik. Zprvu regionální politik v Tchien-ťinu a Ťi-linu, koncem 60. let byl Mao Ce-tungem převeden do Pekingu, jako druhý tajemník městského výboru komunistické strany, pak místopředseda revolučního výboru, po smrti Sie Fu-č’a roku 1972 stanul v čele pekingského revolučního výboru i městského výboru strany. Byl členem politbyra ústředního výboru KS Číny (1973–1980), místopředsedou stálého výboru Všečínského shromáždění lidových zástupců (parlamentu, 1975–1980). Patřil mezi stoupence kulturní revoluce, kteří od počátku 70. let konsolidovali zemi. Roku 1976 se s Maovým nástupcem Chua Kuo-fengem a většinou politbyra postavil proti levicovým radikálům (gang čtyř). S dalšími stoupenci Chua Kuo-fenga byl roku 1980 pod tlakem skupiny kolem Teng Siao-pchinga odvolán z funkcí.

## Život
Vlastní jméno Wu Teho bylo  Li Čchun-chua (čínsky pchin-jinem Lǐ Chūnhuá, znaky zjednodušené 李春华, tradiční 李春華), Wu Te byl stranický pseudonym. Narodil se 5. února 1913 v okrese Feng-žun východně od Pekingu, v provincii Che-pej. Během studia na pekingské univerzitě vstoupil roku 1933 do Komunistické strany Číny, organizoval stávky a další dělnické akce v severovýchodním Che-peji, v oblasti Tchang-šanu. Po vypuknutí druhé čínsko-japonské války zorganizoval Chepejskou protijaponskou armádu a zapojil ji do partyzánské války v severních oblastech. V roce 1940 byl jmenován vedoucím komise při ústředním výboru KS Číny, která dohlížela na činnost odborů za nepřátelskou linií v severní Číně, roku 1942 působil jako komisař pluku v komunistické armádě. Po skončení čínské občanské války působil jako funkcionář odborů v severní Číně, krátce roku 1948 i jako stranický tajemník v Tchang-šanu.
Po vzniku Čínské lidové republiky roku 1949 nedlouho pracoval v Pekingu jako náměstek ministra průmyslu paliv. Roku 1950 byl zvolen tajemníkem provinčního výboru KS Číny v Pching-jüanu (místo Pchan Fu-šenga). Roku 1952, v souvislosti se zrušením provincie Pching-jüan, byl přeložen do Tchien-ťinu na místo náměstka starosty a pak starosty (1952–1955). V únoru 1955 přešel do funkce prvního tajemníka ťilinského provinčního výboru KS Číny, v 60. letech současně vykonával funkci komisaře ťilinského vojenského obvodu a tajemníka severovýchodního byra ÚV KS Číny. Na VIII. sjezdu KS Číny v roce 1956 byl zvolen kandidátem ústředního výboru KS Číny. Jeho úspěšné práce v Ťi-linu si všiml Mao Ce-tung, který si ho zařadil mezi čtyři nejtalentovanější provinční lídry (s Wang Žen-čungem, Tchao Lu-ťiaem a Čao C’-jangem).
V Ťi-linu zůstal do roku 1966. S nástupem kulturní revoluce a odvoláním pekingského prvního tajemníka Pcheng Čena byl v červnu 1966 zvolen druhým tajemníkem pekingského městského výboru  KS Číny. Rozhodně podporoval kulturní revoluci, včetně Mao Ce-tungova hesla „palte na štáby“, namířeného proti stávající stranické a státní byrokracii, aktivně prosazoval organizaci rudých gard na Pekingské univerzitě. V roce 1967 byl jmenován místopředsedou pekingského revolučního výboru, který přebral správu města (výboru předsedal Sie Fu-č’). V říjnu 1968 ho účastníci zasedání ústředního výboru převedli z kandidátů mezi členy ÚV. V dubnu 1969 byl na IX. sjezdu KS Číny znovuzvolen členem ústředního výboru. Od června 1970 vedl skupinu pro kulturní revoluci státní rady, která převzala funkce ministerstva kultury (do ledna 1975), při řízení kultury se střetával s vlivem Ťiang Čching, který obvykle nepřevážil ani s případnou podporou Čou En-laje.
V roce 1970 po roztržce Mao Ce-tunga s ministrem obrany Lin Piaem a Čchenem Po-ta naléhal na Maa, aby rychle a osobně zakročil proti potenciální opozici v řadách armád. Mao Ce-tung reagoval oceněním Wu Teovy loajality. Po odhalení „Lin Piaova spiknutí“ v roce 1971 Wu Te posílil svou pozici. Po smrti Sie Fu-č’ v březnu 1972 Wu Te přebral vedení Pekingu, když se stal novým prvním tajemníkem pekingského městského výboru KS Číny a předsedou pekingského revolučního výboru. Od května 1973 se účastnil práce politbyra (s dalšími nečleny politbyra Chua Kuo-fengem a Wang Chung-wenem). V srpnu 1973 na X. sjezdu KS Číny byl znovuzvolen do ústředního výboru a ústředním výborem pak zvolen členem politbyra, patřil ke zkušeným regionálním politikům mladší generace (kromě něj i Chua Kuo-feng, Ťi Teng-kchuej a Li Te-šeng), které Mao vyzdvihl do politbyra s tím, že zaujmou vysoké státní a stranické funkce. V lednu 1975 byl zvolen místopředsedou stálého výboru Všečínského shromáždění lidových zástupců (parlamentu, jehož předseda byl zároveň hlavou státu, znovuzvolen 1978, odvolán v dubnu 1980). Byl zastáncem tvrdého maoistického kursu. Aktivně se podílel na ideologických a represivních kampaních, zejména na kampani „kritiky Lin Piaa a Konfucia“, vystupoval proti rehabilitaci Teng Siao-pchinga. Zároveň měl špatné vztahy k šanghajským radikálům v politbyru a zejména k Ťiang Čching. V dubnu 1976 se podílel na násilném potlačení demonstrací a nepokojů v Pekingu a následných represích, což mu vyneslo nechvalnou pověst mezi obyvatelstvem metropole. 
Po smrti Mao Ce-tunga v září 1976 se postavil na stranu Maova nástupce Chua Kuo-fenga a s Wang Tung-singem a Čchen Si-lienem sehrál rozhodující roli v přípravě a provedení zatčení takzvaného „gangu čtyř“ v říjnu 1976. Poté patřil ke skupině umírněných maoistů kolem Chua Kuo-fenga, vyslovujících se pro pokračování Maovy politiky bez excesů radikálů „gangu čtyř“ (patřil k nim Wang Tung-sing, Ťi Teng-kcuej a Čchen Si-lien). Vliv Chua Kuo-fenga a jeho stoupenců však klesal s tím, jak sílila pozice Teng Siao-pchinga, rehabilitovaného v polovině roku 1977. Na XI. sjezdu KS Číny v srpnu 1977 byl znovuzvolen do ÚV i politbyra. 
V říjnu 1978 byl odvolán z vedení pekingské strany i revolučního výboru. Na plénu ÚV v prosinci téhož roku byl kritizován. V únoru 1980 byl odvolán z politbyra a v dubnu z funkce místopředsedy stálého výboru Všečínského shromáždění lidových zástupců. Na XII. sjezdu KS Číny v září 1982 již nebyl zvolen do ÚV, náhradou přešel do ústřední poradní komise KS Číny (znovuzvolen 1987, do 1992), už bez významnějšího politického vlivu.
Zemřel v Pekingu 29. listopadu 1995.